# Peter Koliba
Peter Koliba (* 5. července 1953) je český politik a lékař-gynekolog, v letech 2014 až 2020 senátor za obvod č. 72 – Ostrava-město jako nestraník za hnutí ANO 2011. V roce 2020 založil hnutí Alternativa pro nezávislé kandidáty 2020 - ANK 2020, kterému od té doby předsedá.

## Život
Vystudoval Lékařskou fakultu Univerzity Palackého v Olomouci (získal titul MUDr.).
Po studiích začal pracovat na Gynekologicko-porodnickém oddělení Nemocnice s poliklinikou v Nitře. Později působil na Gynekologicko-porodnické klinice Fakultní nemocnice v Bratislavě, kde se věnoval problematice gynekologie dětí a dospívajících. Postupně získal atestaci I. a II. stupně z gynekologie a porodnictví, nadstavbovou atestaci z dětské gynekologie a obhájil kandidátskou disertační práci (získal titul CSc.). V 90. letech 20. století dále absolvoval řadu zahraničních stáží, např. v USA, Nizozemsku a Belgii.
V letech 1994 až 2007 byl přednostou Porodnicko-gynekologické kliniky Fakultní nemocnice Ostrava. Prosadil výstavbu pavilonu pro Péči o matku a dítě FN Ostrava a založení Perinatologického a Onkogynekologického centra. Podílel se také na vzniku Lékařské fakulty Ostravské univerzity v Ostravě, která funguje od roku 2010.
Od roku 2003 provozuje gynekologickou ambulanci Gynartis, s.r.o. v Ostravě – Porubě.
Angažuje se v České gynekologické a porodnické společnosti (ČGPS), Mezinárodní menopauzální společnosti a Mezinárodní společnosti pro gynekologickou endoskopii (ISGE).
Peter Koliba je ženatý a má čtyři děti. Žije v obci Budišovice na Opavsku.

## Politické působení
Do politiky se pokoušel vstoupit, když v komunálních volbách v roce 2002 kandidoval jako nestraník do Zastupitelstva obce Vřesina, ale neuspěl.
Ve volbách do Senátu PČR v roce 2014 kandidoval jako nestraník za hnutí ANO 2011 v obvodu č. 72 – Ostrava-město. Se ziskem 20,04 % hlasů vyhrál první kolo a postoupil tak do kola druhého. V něm poměrem hlasů 52,93 % : 47,06 % porazil sociálního demokrata Petra Mihálika a stal se senátorem.
Ve volbách do Senátu PČR v roce 2020 obhajoval mandát senátora v obvodu č. 72 – Ostrava-město, a to za hnutí Alternativa pro nezávislé kandidáty 2020 - ANK 2020, které v červnu 2020 sám založil a o měsíc později se stal jeho předsedou. Se ziskem 2,67 % hlasů skončil na 10. místě a do druhého kola nepostoupil. Mandát senátora tak neobhájil.